# Brunswick-Bevern

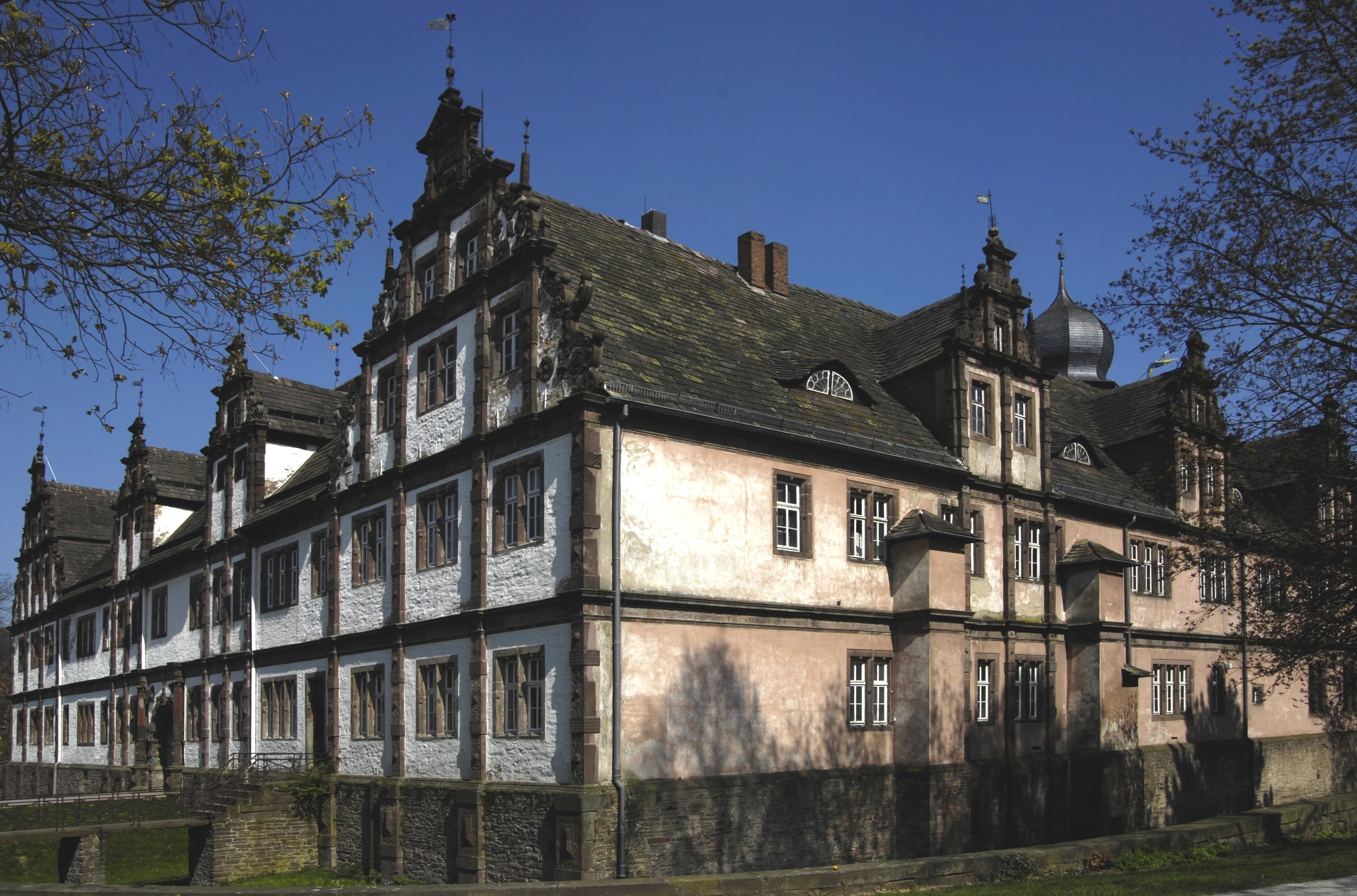
Castillo de Bevern.

Brunswick-Bevern fue una secundogenitura de la Joven Casa de Brunswick, ella misma una rama de la Casa de Welf.
Su primer miembro fue Fernando Alberto I de Brunswick-Luneburgo (1636-1687), el cuarto hijo varón del Duque Augusto el Joven, Príncipe reinante de Brunswick-Wolfenbüttel. A la muerte de su padre en 1666 y después de una larga disputa con sus hermanos mayores, Fernando Alberto I recibió el Palacio de Bevern en las cercanías de Holzminden como parte de su herencia. A cambio, tuvo que renunciar a todos los derechos y reclamaciones para gobernar el Principado de Brunswick-Wolfenbüttel de la Casa de Welf.
Sin embargo, la línea de Bevern llegó al poder en el Principado de Brunswick-Wolfenbüttel cuando la línea principal de la Joven Casa de Brunswick se extinguió con la muerte del Duque Luis Rodolfo en 1735. Fernando Alberto II, cuarto hijo varón de Fernando Alberto I quien había sucedido a su padre en Bevern en 1687, ascendió al trono. En ese tiempo, pasó el infantazgo de Brunswick-Bevern a su hermano menor Ernesto Fernando (1682-1746), quien de ese modo se convirtió en jefe de la Joven línea de Brunswick-Bevern. Sus hijo Augusto Guillermo y Federico Carlos Fernando sostuvieron la secundogenitura hasta 1809. La línea principal de Brunswick-Wolfenbüttel se extinguió con la muerte del Duque Guillermo en 1884.

## Duques de Brunswick-Bevern
- 1666-1687: Fernando Alberto I
  - 1687-1735: Fernando Alberto II
  - 1735-1746: Ernesto Fernando
    - 1746-1781: Augusto Guillermo
    - 1781-1809: Federico Carlos Fernando